# Дельта-J
«Дельта-J» — американская ракета-носитель лёгкого класса, семейства Дельта.

## История пусков
| 1 | 4 июля 1968 года | 476/D-47 | Explorer 38 |  |  |  | Ванденберг SLC-2E | Успех |